# 菲蓋拉迪卡斯特盧羅德里古
40°53′N 6°57′W / 40.883°N 6.950°W
菲蓋拉迪卡斯特盧羅德里古（葡萄牙語：Figueira de Castelo Rodrigo），是葡萄牙的城鎮，位於該國中北部，由瓜達區負責管轄，始建於1209年，面積508.58平方公里，2011年人口6,260，人口密度每平方公里12.31人。